# ルニオーネ
ルニオーネ（イタリア語: L'Unione）は、かつて存在したイタリアの政党連合。
「ルニオーネ」は、連合、団結を意味するイタリア語Unioneに定冠詞がついたものである。

## 歴史

### 概要
中道左派政党連合「オリーブの木」に新規参入の党を追加し拡大継続する形で、2005年2月10日に成立した。
この連合は2005年の地方選の前夜に、次の年の総選挙の準備も兼ねて、2001年からシルヴィオ・ベルルスコーニ政権の与党連合である自由の家(Casa delle Libertà)を倒す目的で作られた。2006年の総選挙では僅差で勝利を収め、第2次プローディ政権が誕生した。
2007年10月、左翼民主主義者、マルゲリータ、その他の複数の小政党が合併して民主党を結党した。民主党は二大政党制の実現を目指して右翼系の野党とも接近したが、民主党と同じ与党連合の左翼四党（共産主義再建党、イタリア共産主義者党、民主的左翼、緑の連盟）がこれに反発して「虹の左翼」を結成した。
2008年1月、欧州民主連合・人民が連立政権を離脱、内閣信任決議案に反対したことからプローディ内閣は総辞職し、大統領のナポリターノは上下両院を解散した。それに伴い民主党書記長のワルテル・ベルトローニは、総選挙をルニオーネではなく民主党単独名簿で臨むことを表明、「ルニオーネ」は事実上、終結した。

## 「ルニオーネ」所属政党
- 民主党（PD）
  - 左翼民主主義者（PDS）
  - マルゲリータ（DL）
- 共産主義再建党（PRC）
- 民主的左翼（SD）
- 民主連合
- イタリア民主社会党
- イタリア急進主義者
- 価値あるイタリア（IdV）
- 緑の連盟（Verdi）
- イタリア共産主義者党（PdCI）
- 社会主義者
- 消費者リスト
- 南チロル人民党
- ヴァレダオスタ連合
- ロンバルディア自治同盟
- ヴェネト戦線同盟

### 「ルニオーネ」内グループ
- バラを握り締めて - イタリア民主社会主義者党、イタリア急進
- 虹の左翼 - 共産主義再建党、民主的左翼、イタリア共産主義者党、緑の連盟

## 過去に所属していた政党
- 左翼民主主義者 - 2007年10月、民主党結成に伴い解散。
- マルゲリータ - 2007年10月、民主党結成に伴い解散。
- 年金受給者党 - 離脱後、自由の家に所属。
- 欧州民主連合・人民 - 2008年1月離脱。